# Războiul Triplei Alianțe
Războiul Triplei Alianțe (1864 - 1870) (în spaniolă: Guerra de la Triple Alianza, portugheză: Guerra da Tríplice Aliança), cunoscut și sub numele de Războiul din Paraguay  (în spaniolă: Guerra del Paraguay; portugheză: Guerra do Paraguai), a fost un conflict militar din America de Sud între Paraguay și Tripla Alianță formată din Argentina, Brazilia și Uruguay. Aceasta război a provocat mai multe morți proporțional decât oricare alt război din istoria modernă; și în special a devastat statul Paraguay, majoritatea populației de sex masculin fiind ucisă (300000 morți, civili și soldați).
Există mai multe teorii cu privire la originile acestui război. Punctul de vedere tradițional incriminează politica agresivă a președintelui din Paraguay Francisco Solano Lopez față de bazinul La Plata, al doilea bazin hidrografic din lume. Paraguay-ul incriminează revizionismul Argentinei. Războiul începe la sfârșitul anului 1864, cu operațiuni de luptă între Brazilia și Paraguay; din 1865 încoace, se poate numi în mod corespunzător ca Războiul Triplei Alianțe.